# Birgit Krafft-Wæsterberg
Birgit Ingeborg Krafft-Wæsterberg, född Krafft 8 mars 1902 i Södertälje, Stockholms län, död 14 oktober 1985 i Västervik, Kalmar län, var en svensk målare.
Hon var dotter till direktören Karl David Mårten Krafft och Ingeborg Matilda Pfeiff och från 1929 gift med länsjägmästaren Tord Vilhelm Wæsterberg. Krafft-Wæsterberg studerade vid Wilhelmsons målarskola i Stockholm 1924-1928 och under studieresor till Paris, London och Danmark. Med undantag av Sveriges allmänna konstförenings utställning på Liljevalchs konsthall 1926 visade hon inte upp sin konst förrän 1948 då hon medverkade i Nordiska konstnärinnors utställning i Stockholm. Därefter ställde hon ut separat i Västerviks konstförenings regi 1950 samt under följande år i Örnsköldsvik, Tranås, Vimmerby, Gamleby och Kalmar. Hennes konst består av stilleben och barnporträtt. Krafft-Wæsterberg är representerad vid Nationalmuseum i Stockholm.